# Halimium lasianthum
Halimium lasianthum é uma espécie de planta com flor pertencente à família Cistaceae. 
A autoridade científica da espécie é (Lam.) Spach, tendo sido publicada em Ann. Sci. Nat., Bot. sér. 2, 6: 366. 1836.

## Portugal
Trata-se de uma espécie presente no território português, nomeadamente os seguintes táxones infraespecíficos:
- Halimium lasianthum subsp. alyssoides - presente em Portugal Continental. Em termos de naturalidade é nativa da região atrás referida. Não se encontra protegida por legislação portuguesa ou da Comunidade Europeia.
- Halimium lasianthum subsp. lasianthum - presente em Portugal Continental. Em termos de naturalidade é nativa da região atrás referida. Não se encontra protegida por legislação portuguesa ou da Comunidade Europeia.